# Schiedeella jean-mulleri
Schiedeella jean-mulleri är en orkidéart som beskrevs av Szlach., Rutk. och Joanna Mytnik-Ejsmont. Schiedeella jean-mulleri ingår i släktet Schiedeella och familjen orkidéer.
Artens utbredningsområde är Guatemala. Inga underarter finns listade i Catalogue of Life.